# Lenguas peáricas
Las lenguas peáricas constituyen un grupo de unas cinco lenguas que constituye uno de los grupos en que se dividen internamente las lenguas mon-jemer de la familia austroasiática.

## Lenguas de la familia
El pear, el chong (chawang) y el sarare son lenguas bien conocidas y sobre las base de ellos ha podido reconstruirse el proto-peárico, el angrak y el saoch son menos conocidos pero parece existir suficiente evidencia para considerarlos lenguas peáricas. El porcentaje de cognados entre las lenguas bien conocidas es elevado:
|        | Pear | Sarare | Chong |
| ------ | ---- | ------ | ----- |
| Pear   | __   | 92%    | 87%   |
| Sarare | 92%  | __     | 85%   |
| Chong  | 87%  | 85%    | __    |

## Descripción lingüística

### Fonología
El inventario reconstruido para el proto-peárico:
|                |                | labial | alveolar | palato- alveolar | velar | glotal |
| -------------- | -------------- | ------ | -------- | ---------------- | ----- | ------ |
| Obstruyente    | [- continua]   | *p     | *t, (*d) | *č, (*ʤ)         | *k    |        |
| Obstruyente    | [+ continua]   |        | *s       |                  |       | *h     |
| Nasal          | Nasal          | *m     | *n       | *ɲ               | *ŋ    |        |
| Lateral        | Lateral        |        | *l       |                  |       |        |
| Vibrante       | Vibrante       |        | *r       |                  |       |        |
| Semiconsonante | Semiconsonante | *w     |          | *y               |       |        |
- Además se han reconstruido grupos iniciales complicados como ataque silábico /*ph, *th, *čh, *kh/, /*pr, *tr, *kr, *sr/, /*pl, *tl, *sl/, /*tm, *km/, /*tn, *kn/, /*tm, *km/, /*tŋ, *čŋ, *sŋ/, /*kd, *sk/ y posiblemente /*ps/.
- Algunos de los sonidos anteriores sólo pueden aparecer a final de palabra /*-ɲ, *-ŋ, *-y, *-w/ mientras que /*s-, *h-/ sólo pueden parecer a principio (aunque existen dudas sobre la posible existencia del clúster /*ps/).

### Comparación léxica
Los numerales comparados de diferentes lenguas peáricas son:
| GLOSA | Occidental | Occidental | Occidental | Occidental | Oriental  | PROTO- PEÁRICO |
| GLOSA | Chong      | Samre      | Somray     | Suoy       | Pear      | PROTO- PEÁRICO |
| ----- | ---------- | ---------- | ---------- | ---------- | --------- | -------------- |
| 1     | mo̤ːʔj      | mo̤ːj       | mṳːj       | muːj       | muəj      | *muəj          |
| 2     | pʰa̤ːʔj     | pa̤ːr       | pa̤ːr       | par        | piər̃      | *paːr          |
| 3     | pʰeːʔw     | pʰeːʔ      | pʰa̤j       | pʰeˀj      | paj       | *phaj          |
| 4     | pʰoːʔn     | pʰo̤ːn      | pʰo̤ːn      | pʰɔun      | paon      | *phoːn         |
| 5     | pʰram      | pram       | pram       | pʰram      | prăm      | *phram         |
| 6     | katɔːŋ     | krɔːŋ      | kruːŋ      | kʰdaːŋ     | prăm muəj | *kadoːŋ        |
| 7     | kanṳːj     | kənuːl     | kʰnuːl     | kʰnuːl     | prăm piər̃ | *khənuːl       |
| 8     | katiː      | kətej      | kətiː      | kratej     | prăm paj  | *kratiː        |
| 9     | kacha̤ːj    | kənsaːr    | kɤnsaːr    | kansar     | prăm paon | *kənsaːr       |
| 10    | ra̤ːj       | raːj       | raːj       | raːj       | (dɑp)     | *raːj          |
La forma del suoy para '10' (al igual que las parcialmente las otras a partir de 5) es un préstamo del camboyano.